# Ojos en el sol
Ojos en el sol es el título del cuarto álbum de estudio grabado por la cantante hispano-británica Jeanette. Fue lanzado al mercado bajo el sello discográfico RCA en agosto de 1984. Luego de tener una recepción moderada con Reluz (1983), se lanzó este disco para rescatar su éxito obtenido en 1981.
El álbum Ojos en el sol fue producido por el compositor y productor musical cubano-español Óscar Gómez y grabado en estudios musicales de Madrid y Londres. Esta producción buscó apartar a la cantante de anteriores trabajos al incluir el estilo musical electropop. El disco produjo críticas mixtas y certificó un disco de platino en España. Se publicaron los sencillos «Ojos en el sol» y «Amiga mía» que se convirtieron en éxitos reconocidos en el repertorio de la cantante. Después de la promoción de este disco Jeanette se distancio de la música hasta 1989, siendo su último disco con RCA.

## Antecedentes y grabación
Ojos en el sol se ideó para recuperar el éxito que Jeanette obtuvo en 1981 con Corazón de poeta ya que su disco Reluz (1983) tuvo un desempeño menor con los sencillos «Reluz» y «Con qué derecho» (ambos en 1983). El disco marco un distanciamiento de canciones melódicas a sonidos contemporáneos como el electropop dominado por el grupo Mecano y se escogió a Óscar Gómez como productor musical.
Las sesiones de grabación se dieron en los estudios de Crab S.A. en Madrid y en Intersong Music de Londres. Óscar Gómez solicitó ayuda de antiguos compañeros como Carlos Gómez, arreglista, y Enrique Rielo, ingeniero de sonido, quienes colaboraron en varias pistas. Además,  Carlos Villa apoyo en la introducción de mandolina para la canción «Chao amore mio». Según Julián Molero de lafonoteca, la producción reemplazo por teclados a la orquesta (habitual en discos pasados) con un acompañamiento musical «moderno». La sesión de fotos para la portada del álbum fue dirigida por Alejandro Cabrera y el concepto de diseño por Máximo Raso.

## Composición
Una reseña de la revista La cesta vivodist indicó que Jeanette es «fiel a su propio estilo» musical al ser perseverante como baladista en la grabación de este álbum. José Ramón Pardo, periodista del diario ABC de España indicó que la cantante «parecía desorientada [en] la búsqueda de canciones y argumentos que la recondujeran» a sus anteriores éxitos para incorporarlos en Ojos en el sol. Una reseña del diario La Vanguardia Española indica que los registros de técnica vocal en el álbum están «afinados».
Según Molero hay «temas perfectamente definibles como pop» pero no se produce una «apuesta decisiva» por la inclusión de «baladas de las de toda la vida». Los temas «Ojos en el sol», «América» y «It’s Been a Long Night» abarcan elementos de la música electropop y presentan arreglos de sintetizadores, además de ritmos contundentes y marcados para una voz más agresiva. El texto de «Ojos en el sol» presenta una renovación estilística importante. «Hombre», «¿Que puedo hacer?» y «Baila conmigo» son temas que demuestran que los teclados cubren el espectro sonoro del álbum.

## Recepción

### Crítica
Ojos en el sol posee crítica mixta. Entre las positivas, la revista La cesta vivodist menciona que «la insistencia y la perseverancia [...] pueden llevar a la popularidad cada cierto tiempo sin demasiados esfuerzos». José Ramón Pardo dijo que este disco devuelve a Jeanette a su lugar ya que las canciones del álbum tienen argumento y su voz suena convincente. Pardo concluye que el sonido resulta redondo para quienes aprecian un estilo que nunca pasa de moda. El diario La Vanguardia Española sostuvo que Ojos en el sol es un disco muy cuidado en el que Jeanette encuentra la mejor disposición para manifestarse. David Gonzáles dijo que este álbum está dedicado «a la música latinoamericana» aunque «este giro suponía un cambio en la artista que buscaba nuevos estilos musicales pero que no contó con el favor del púbico».
Por otra parte Julián Molero de lafonoteca le dio una crítica negativa porque en él existe una «indefinición» de canciones electropop con baladas de siempre, además de que Ojos en el sol es un «lavado de cara al estilo de la cantante» que aburrió con «baladas soporíferas» de sus trabajos anteriores. Molero le dio dos estrellas de cinco. Una reseña de la revista ¡Hola! prefería que Jeanette cante canciones de Manuel Alejandro ya que él entendía sus «cualidades y posibilidades» y que los experimentos (las canciones de este álbum) pese a que han tardado en pegar mantuvieron el nombre de la cantante. Marcos Gendre de El Salto explica que el «aura» de Jeanette «se fue apagando poco a poco» en su aparatosa incursión en el electropop, ya que su presencia fue «tapiada» por la movida madrileña de esos años. Anje Ribera de El Diario Montañés indica que este disco como Reluz intentaron repetir la fórmula de Corazón de poeta sin éxito. Felipe Cabrerizo indicó que el álbum dio un «salto» al electropop por «la llegada de los ochenta», pero por alguna razón este intento terminó fracasando al no encontrar un público.
El periódico español 20 minutos en su versión digital convocó a sus lectores escoger las mejores canciones de Jeanette y en listado aparecen «Amiga mía» y «Ojos en el sol».

### Comercial

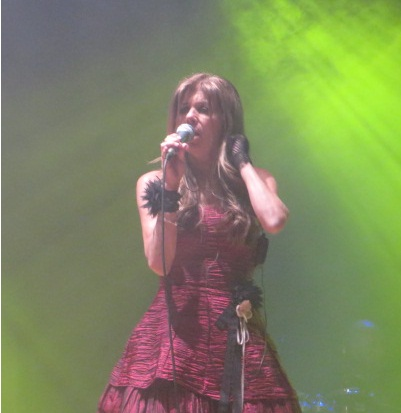
Jeanette interpretando «Ojos en el sol» en 2014.

Jeanette le comento al periodista de ABC Jesús María Amilibia que Ojos en el sol era un disco diferente, con otra fuerza y bríos de otros ritmos. Aunque Amilibia en otra reseña señalo que la cantante fue captada desnuda en Ibiza, coincidiendo con el lanzamiento de este álbum para exponerlo al público. Varias canciones de Ojos en el sol fueron promocionadas en programas de RTVE como en Entre amigos o en TVE en Estudio abierto con temas como «Hombre», «It’s Been a Long Night», «Y ahora mucho más» y «Ojos en el sol». Jeanette también se presentó en el magazín Punto de encuentro que se transmitía en países miembros de la OTI.
Ojos en el sol produjo dos sencillos. El primero, «Ojos en el sol», tuvo un rendimiento modesto e ingreso al conteo de Los 40 Principales de España alcanzando la posición veinticuatro. Julián Molero expreso que en esta canción «se nota en exceso la disociación entre un acompañamiento plenamente pop y una voz anclada en el pasado de baladas susurrantes». El segundo, «Amiga mía» se publicó en Estados Unidos, El Salvador, España, México y Perú. En el conteo de Los 40 Principales obtuvo la posición veintiocho e hizo ingresar nuevamente a Jeanette a listados radiales de Sudamérica con éxito. Molero indicó que las ventas de esta canción salvaron a Ojos en el sol. Estos dos sencillos contaron con vídeos musicales incluido el tema «Hombre» que fue promocionado solo en España. Tras su promoción, Ojos en el sol certificó disco de platino en España pese a que la prensa comentaba que la cantante tuvo producciones pasadas con mejor rendimiento. En 1985 Jeanette realizó una gira promocional en Sudamérica, pero el desempeño de este disco terminó por alejarla de los medios y finalizar su contrato con su discográfica RCA.

## Legado
Los sencillos de Ojos en el sol se han convertido en «clásicos» y han ganado un «estatus cultural» en la música pop en español. Asimismo tienen versiones de diferentes artistas. Pese a que la canción «Amiga mía» fuera dada a conocer por la cantante argentina Valeria Lynch, se convirtió en un «clásico» de Jeanette al ser frecuentemente incluida en sus compilados y es considerada como uno de sus éxitos. En 1993 la cantante mexicana Yuri hizo una versión para el disco Nueva era e igualmente consiguió éxito en listas musicales como el Billboard. En 2015 la discográfica independiente Plastilina Records produjo el disco digital Contemplaciones: Homenaje Iberoamericano a Jeanette el cual le rinde tributo a la música de Jeanette y Linda Mirada versionó el tema «Ojos en el sol». En 2016 el reality de imitación peruano Yo soy presentó a Vivianne Fiorella como imitadora de Jeanette y en una de las galas canto la canción «Ojos en el sol». En 2016 Jeanette y su imitadora cantaron juntas esta canción en un concierto sinfónico en el Gran Teatro Nacional de Lima. Una crítica contemporánea del diario El Comercio sobre un concierto de Jeanette en Ecuador manifiesta que cuando estaba cantando «Ojos en el sol» la «interpretación se mantenía clara y sólida», a pesar de la altura del lugar.

## Lista de canciones
Lado "A"

| N.º | Título              | Escritor(es)                              | Duración |  |
| 1.  | «Hombre»            | J.A. García Morato · R. Girón             | 3:14     |  |
| 2.  | «América»           | M. Pérez · J.A. García Morato · R. Girón  | 3:51     |  |
| 3.  | «Amiga mía»         | Horacio Lanzi                             | 3:14     |  |
| 4.  | «Y ahora mucho más» | Geoff Stephens · Adapt. español: R. Girón | 3:15     |  |
| 5.  | «¿Qué puedo hacer?» | Hernaldo Zúñiga                           | 3:40     |  |

Lado "B"

| N.º | Título                   | Escritor(es)                               | Duración |  |
| 1.  | «Ojos en el sol»         | M. Pérez · J.A. García Morato · R. Girón   | 3:47     |  |
| 2.  | «Chao amore mio»         | M. Pérez · J.A. García Morato · R. Girón   | 3:21     |  |
| 3.  | «Baila conmigo»          | Jani · María Rosario Ovelar                | 3:24     |  |
| 4.  | «Buenas noches»          | M. Pérez · C. Gòmez · María Rosario Ovelar | 3:23     |  |
| 5.  | «It’s Been a Long Night» | Albert Hammond                             | 3:26     |  |

© MCMLXXXIV. BMG Music Spain, S.A.

### Formatos
| Año  | Formato | Descripción |
| ---- | ------- | --- |
| 1984 | Vinilo  | Incluye las 10 canciones del álbum. Su distribución fue en Argentina, Colombia, Ecuador, El Salvador, España, Estados Unidos, México, Perú y Venezuela. |
| 1984 | Casete  | Incluye las 10 canciones del álbum. Su distribución fue en España y Perú.                                                                               |
| 1998 | CD      | Incluye las 10 canciones del álbum. Su distribución fue en España.                                                                                      |

## Créditos y personal
- Grabación: Crab S.A. en Madrid, España y Intersong Music en Londres, Inglaterra.
- Masterización: RCA, S.A. en Dr. Fleming 43, Madrid 16, España.

| Instrumentación - Jeanette: artista principal, voz, coros - Carlos Villa: mandolina Diseño - Máximo Raso: dirección artística - Alejandro Cabrera: fotografía | Composición y producción - Óscar Gómez: producción - Enrique Rielo: ingeniería de sonido - Carlos Gómez: arreglos - Graham Preskett: arreglos - Javier Losada: arreglos - Richard Myhill: arreglos |

Compañías discográficas
- RCA Victor: compañía discográfica, propietario de derechos de autor.

Fuentes: Discogs y notas del álbum.

## Certificaciones
| Región              | Certificación |
| ------------------- | ------------- |
| España (Promusicae) | Platino       |